# The New Adventures of Zorro (1981)
The New Adventures of Zorro is een Amerikaanse animatieserie gebaseerd op het personage Zorro. De serie werd gemaakt door Filmation, en voor het eerst uitgezonden in 1981. De serie telde 13 afleveringen.

## Verhaal
De serie draait om Zorro en diens alter ego Don Diego de la Vega. Samen met zijn paard Tornado en zijn handlanger Miguel (een jonge zwaardvechter in een kostuum vrijwel gelijk aan dat van Zorro) bevecht Zorro de misdaad en corruptie in en rond Los Angeles. Zijn voornaamste tegenstander is Ramón, de kapitein van het garnizoen. Ramón wordt geholpen (en gehinderd) door de domme sergeant González.

## Educatieve boodschappen
In de serie gaf Zorro aan het eind van elke aflevering de kijker veel informatie over Californië en de invloed van de Spaanse cultuur en taal op het gebied. Dit soort educatieve berichten waren een standaard onderdeel van veel series uit de jaren 80.

## Afleveringen
1. Three Is a Crowd
2. Flash Flood
3. The Blockade
4. The Frame
5. Turnabout
6. The Tyrant
7. Terremoto
8. The Trap
9. Fort Ramon
10. The Take Over
11. Double Trouble
12. The Conspiracy
13. The Mysterious Traveler